# Vangelis Pavlidis
Evangelos "Vangelis" Pavlidis (em grego: Βαγγέλης Παυλίδης; Tessalônica, 21 de novembro de 1998) é um futebolista grego que atua como centroavante. Atualmente, joga no Benfica.

## Carreira

### VfL Bochum
Pavlidis começou sua carreira no Bebides 2000 FA, time de sua cidade de nascimento, Tessalônica. Em 2015, ingressou para a base do Bochum, clube alemão.
Em 2016, Pavlidis assinou um contrato profissional com o time, ficando na equipe até 2019.
Fez sua estreia profissional na vitória de 4-2 sobre o FC Heidenheim pela Bundesliga 2.[carece de fontes?]

#### Borussia Dortmund II
Em 18 de junho de 2018, Pavlidis acerta com o Borussia Dortmund II por um empréstimo de 1 ano.
Marcou seu primeiro gol profissional em 22 de fevereiro de 2018, na vitória de 4-2 sobre o SG Wattenscheid 09 na Regionalliga West.
Em entrevista, o atacante grego disse que foi bom jogar pela equipe secundária do clube, destacando a importância de ter jogado em um clube grande como o Borussia.

### Willem II
Em 17 de janeiro de 2019, o clube neerlandês Willem II contrata Pavlidis, negociando uma opção de compra.
Marcou seu primeiro gol pela equipe em 23 de janeiro de 2019, na assistência de Marios Vrousai em uma vitória de 3-2 sobre o FC Twente pela Copa dos Países Baixos.
Em 29 de abril de 2019, Vangelis é contratado definitvo à equipe até o verão de 2022.
Em 2 de agosto, marca seu primeiro doblete na vitória de 3-1 contra o PEC Zwolle pela Eredivisie.

### AZ Alkmaar
Em julho de 2021, Pavlidis assina com o AZ Alkmaar, outro clube neerlandês, com um contrato valendo até a final da temporada 2024-25. Antes de ingressar ao AZ, o atacante foi indicado ao Prêmio FIFA Ferenc Puskás de 2021, com o gol marcado contra o Fortuna Sittard.
Estreou na derrota de 1-0 em frente ao RKC Waalwijk pela Eredivisie de 2021–22. Pavlidis marcou seu primeiro gol pela equipe em uma vitória contra o Heerenveen por 3-1. Ele marcou seu primeiro hat-trick na carreira em 28 de janeiro de 2023, em um histórico empate por 5-5 contra o FC Utrecht. Ele não foi só o único grego a marcar um triplete na partida; Anastasios Douvikas marcou outro hat-trick pelo Utrecht.

### Benfica
Em 1 de julho de 2024, Pavlidis se juntou ao Benfica, clube português, em um acordo permanente, assinando um contrato de cinco anos com o clube; a transferência teria custado €18 milhões, mais €2 milhões em possíveis complementos e uma cláusula de venda de 10% em favor do AZ Alkmaar.
Estreou pelo clube na derrota de 2-0 contra o Famalicão pela Primeira Liga.
Em 21 de janeiro de 2025, Pavlidis marcou seu primeiro hat-trick pela Liga dos Campeões, chegando ao placar ficar 3-1 contra o Barcelona, que acabou virando para 5-4. Esse seu triplete é considerado o terceiro mais rápido da competição.

## Carreira internacional
Em 29 de agosto de 2019, Pavlidis foi convocado para a seleção principal grega pelo técnico John van 't Schip para as próximas eliminatórias da Euro 2020 contra a Finlândia e Liechtenstein. Em 10 de outubro de 2024, ele marcou dois gols contra a Inglaterra em uma vitória por 2-1 fora de casa na Liga das Nações, marcando a primeira vez que a Grécia derrotou seus adversários. Em sua comemoração, ele prestou uma homenagem emocional ao seu companheiro de seleção nacional recentemente falecido, George Baldock, que havia morrido no dia anterior. Ele ergueu uma camisa com o nome de Baldock.

## Títulos

#### Benfica
- Taça da Liga: 2024–25
- Supertaça Cândido de Oliveira: 2025